# Mistrzostwa Europy w Triathlonie 2022
Mistrzostwa Europy w Triathlonie 2022 odbywały się w dniach 12-14 sierpnia 2022 w Monachium podczas 2. Mistrzostw Europejskich. 

## Rezultaty
| Konkurencja   | Złoto        | Rezultat | Srebro          | Rezultat | Brąz          | Rezultat |
| ------------- | ------------ | -------- | --------------- | -------- | ------------- | -------- |
| Mężczyźni     | Léo Beregere | 1:41:09  | Pierre le Corre | 1:41:17  | Dorian Coninx | 1:41:24  |
| Kobiety       | Non Stanford | 1:52.10  | Laura Lindemann | 1:52.19  | Emma Lombardi | 1:52.22  |
| Pary mieszane | Francja      | 1:25:30  | Niemcy          | 1:26:03  | Szwajcaria    | 1:26:19  |

## Klasyfikacja medalowa
*   Gospodarz ( Niemcy)
| Miejsce | Reprezentacja   | Złoto | Srebro | Brąz | Razem |
| ------- | --------------- | ----- | ------ | ---- | ----- |
| 1       | Francja         | 2     | 1      | 2    | 5     |
| 2       | Wielka Brytania | 1     | 0      | 0    | 1     |
| 3       | Niemcy*         | 0     | 2      | 0    | 2     |
| 4       | Szwajcaria      | 0     | 0      | 1    | 1     |
| Razem   | Razem           | 3     | 3      | 3    | 9     |